# Primula edgeworthii
Primula edgeworthii är en viveväxtart som beskrevs av Ferdinand Albin Pax. Primula edgeworthii ingår i släktet vivor, och familjen viveväxter. Inga underarter finns listade i Catalogue of Life.

## Bildgalleri

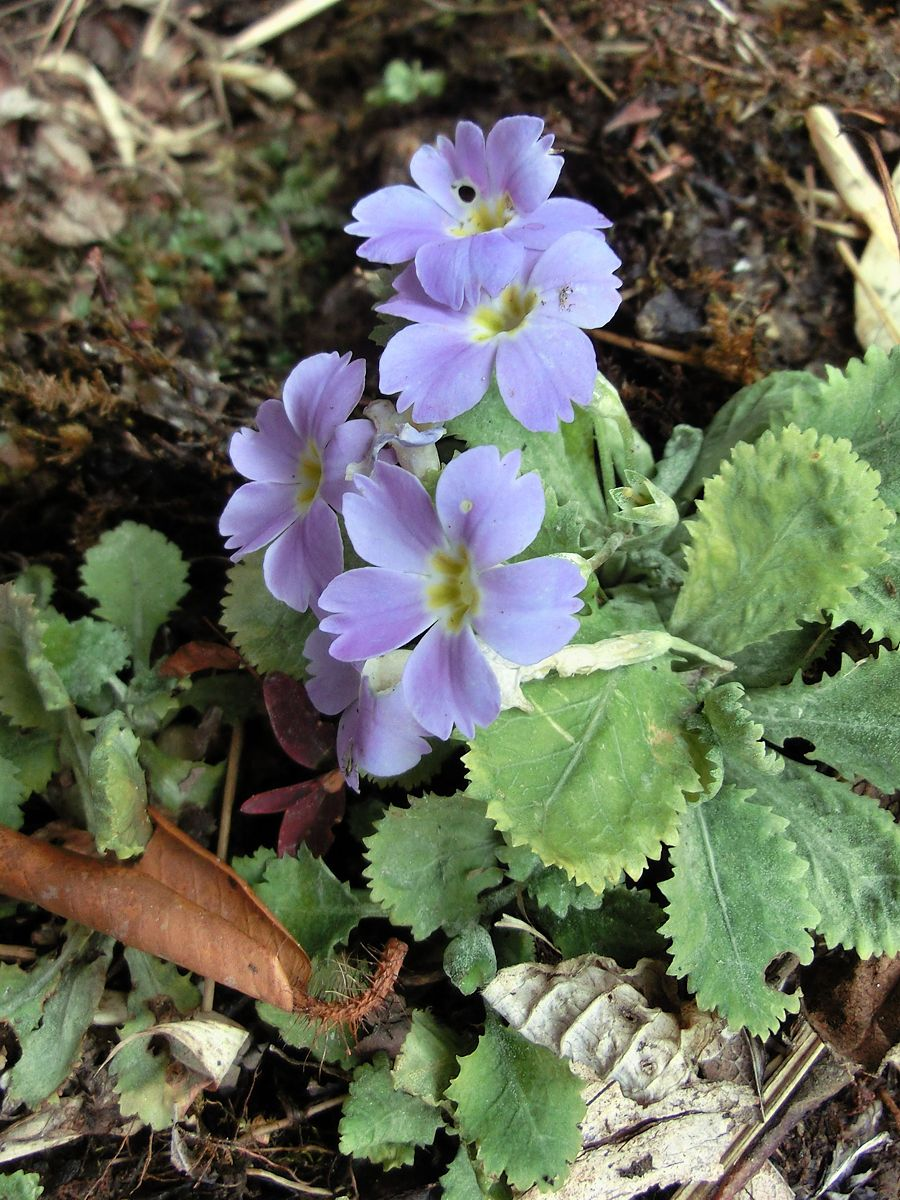